# Chrysotaenia rectilineata
Chrysotaenia rectilineata är en fjärilsart som beskrevs av W. Warren 1906. Chrysotaenia rectilineata ingår i släktet Chrysotaenia och familjen mätare. Inga underarter finns listade i Catalogue of Life.